# バニシングin60″
『バニシング in 60"』（Gone in 60 Seconds）は、1974年に公開されたアメリカ合衆国のカーアクション映画。H・B・ハリッキー製作、監督、脚本、主演、スタント。どんな車でも60秒で盗む（原題）という車の窃盗団を題材にしている。
60は「ろくじゅう」が正しい読み方だが、現在はリメイク版（後述）にならって「シックスティセカンズ」と読まれることが多い。
題名は劇中のレース場の電光掲示板に表示される”LOCK YOUR CAR OR IT MAY BE GONE IN 60 SECONDS”「施錠しないと60秒有ればあなたの車は走り去っている」つまり盗まれていると云う意味。カーチェイスの派手さを誇示するように、当時のキャッチコピーは「“ぶっ壊した車93台”」であった。

## ストーリー
元カーレーサーのメインドリアン・ペイスは現在、表向きには交通事故や車両窃盗を取り扱う保険会社の嘱託調査員であるが、本業は依頼を受けて目的の車を盗み出す窃盗団のボスである。ただし、盗難保険に加入している車しか狙わないというポリシーを持っている。
ある日、某国のディーラーから高価で希少な車を大量に手配するよう頼まれる。ペイスはそれぞれの車に女性の名前をつけて、鮮やかな手口で着々と盗んでいくが、『エレノア』と呼ばれる黄色の1973年型フォード・マスタングにだけはなぜか手こずっていた。そんなある時、ルールを巡って争いのあった仲間に密告され、警察に待ち伏せされて追跡されることになる。ペイスは『エレノア』を駆り、ロサンゼルスを舞台に一大カーチェイスを展開する。
ロングビーチでカーチェイスの発生を知った地元ラジオ局は放送内容を変更し、目撃者や被害者の情報を集めて逐次実況する。『エレノア』を走らせるペイスの後には、警察車両と一般車を巻き込む事故が次々と発生する。
ペイスは『エレノア』を激しく損傷させながらも、警察の追跡を振り切って洗車場に逃げ込む。そこで、他の利用客が所有する『エレノア』の同型車を発見し、従業員を騙って無傷の同型車に乗り込んだペイスは高速道路へ向かう。

## 作品について
- スタントマン出身のハリッキーによる、カーアクション映画のカリスマ的作品である。
- 上映時間の半分を割いた約40分にわたる前代未聞のカーチェイスは語り草となっている。製作から40年以上を経ても、このロングカーチェイスの記録は破られていない。
- 作品中のテロップでは主役は“ELEANOR（エレノア）”とだけ記されている。これは主役はあくまで「車」なのだ、というハリッキーのメッセージである。
- カーチェイスは、ロケーションも含めて、ドキュメンタリータッチで撮影されており、主人公の車が通過後の被害処理にあたる警察やヤジ馬などの描写など、独特の雰囲気をもっている。
- ペイスの車がハイウェイから強引に出ようとする際、後続車と接触しスピンしながら鉄柱に激突するシーンが出てくるが、これはアクシデントによる実際の事故ショット。ハリッキーは負傷しながらも、カメラマンに「おい、ちゃんと撮ったか?」と聞いたという。

## キャスト
| 役名                   | 俳優                       | 日本語吹替                         | 日本語吹替 |
| 役名                   | 俳優                       | 日本テレビ版                       | ソフト版   |
| ---------------------- | -------------------------- | ---------------------------------- | ---------- |
| メインドリアン・ペイス | H・B・ハリッキー           | 中尾彬                             | 家中宏     |
| パンプキン             | マリオン・ブシア           | 北島マヤ                           | 園田恵子   |
| ユージン               | ジェリー・ドージラーダ     | 津嘉山正種                         | 宗矢樹頼   |
| スターシュ             | ジェームズ・マッキンタイア | 東富士郎                           | 木下浩之   |
| アトリー・ジャクソン   | ジョージ・コール           | 亀井三郎                           | 水内清光   |
| コーリス               | ロナルド・ハリッキー       | 秋元羊介                           | 津久井教生 |
| ジョー                 | マルコス・コシコス         |                                    |            |
| 初回放送               | 初回放送                   | 1977年9月14日 『水曜ロードショー』 |            |

## 続編
ハリッキーは第2作となる『ジャンクマン』を経て、同作と本作のシーンを組み合わせた『バニシングin60" デッドライン』（原題：Deadline Auto Theft）を1983年に制作した。
正式な続編となる『バニシングin60 PART2』（原題：Gone in 60 Seconds 2）は1989年に制作が開始されたが、撮影中の事故でハリッキーが死亡し、完成を見ることはなかった。フィルムの一部は公式サイト上で見られる他、現在でもDVDで観られる（日本でも2008年11月、DVD-BOXとして発売される）。
このほか、1977年に公開されたイギリス映画『Speedtrap』は、日本では『新バニシング IN 60″ スピードトラップ』という邦題がつけられているが、本作とは制作会社からストーリーに至るまで無関係である。

## リメイク
2000年、本作のリメイク作品にあたる『60セカンズ』が公開された。同作ではハリッキーの妻であったデニス・シャカリアン・ハリッキーがエグゼクティブ・プロデューサーを務めており、原題も本作と同一である。製作はジェリー・ブラッカイマー・フィルムズが手がけている。
ストーリーや人物設定において本作とのつながりはなく、最後に盗み出す車両もシルバーの1967年型シェルビー・マスタングGT500に変更されている。ただし『エレノア』というコードネームは踏襲されている。

## ビデオソフト
日本では1980年代に松竹からVHSとベータのビデオソフトが発売された。
劇場公開時の日本語タイトル、字幕がそのまま収められている。
その後、『60セカンズ』公開に合わせてアメリカ本国でビデオ・DVDが発売されたが、著作権の関係から音楽が全面的に差し替えられており、エンディングもカットされた内容となっていた。2001年に日本で発売されたDVDおよびビデオ版も同内容となっている。
長らく、オリジナル音声版を視聴するには前述のビデオソフト、もしくはテレビ放送の録画を入手するしか手段が無かったが、2014年8月、株式会社ハピネット／合同会社是空からHDニューマスター版のDVDとブルーレイ（BIBF-8493）が発売された。これは上記と同じマスター素材を使用しているものの、ソフト版と共にテレビ放映版の吹替音声が新たに収録されているため、吹替音声を選択するとオリジナルの音楽で視聴することが可能となっている。（吹替版は地上波放送の際にカットされた場面が存在するため、後半のカーチェイス等で映像と音声が一部合っていない個所がある）
ちなみに、前述の通り『デッドライン』では、ほぼ本作の映像が使われているため、オリジナル版のエンディングもそのまま鑑賞することが可能である。